# Catch Me: Live World Tour

The Catch Me: Live World Tour (также Catch Me World Tour) — четвёртый мировой тур южно-корейского поп-дуэта TVXQ в поддержку их шестого студийного альбома «Catch Me». Мировые гастроли начались двумя шоу в Сеуле в ноябре 2012 года. Тур посетил семь театров, арены и стадионы с конца 2012 до середины 2013 года.

## Подготовка
Тур Catch Me ознаменовал первые гастроли группы, начиная с их последнего общеазиатского гастрольного тура Mirotic в феврале 2009.[3] первыми концертами TVXQ после судебного процесса между членами группы Jaejoong, Yoochun and Junsu с S.M. Entertainment, и первым эксклюзивным концертом за четыре года в Корее. Концерт проходил больше двух дней, начиная с 17 ноября.[4]
20,000 билетов на Сеульские концерты были распроданы в течение двух минут после поступления в продажу в 20:00 18 октября.[5][6] Пекинский концерт проходил перед аудиторией в 15,000 человек. 19 февраля 2013 года JPM Music на своем веб-сайте и странице в Facebook объявила, что 18 мая 2013 TVXQ проведут концерт в Stadium Malawati, Shah Alam в Малайзии. Это был первый к-поп концерт, проводимый JPM Music.[7] Это был первый концерт TVXQ в Малайзии как дуэта и первый концерт за последние 6 лет.[8]

## Трансляции и записи
Первый два выступления тура в Olympic Gymnastics Arena в Сеуле (Южная Корея) были записаны и выпущены в DVD и CD-версиях. Концертный альбом был выпущен 22 мая 2014 года, включая две ранее невыпущенных студийных дорожки: корейская версия японского цифрового сингла 2011 года «B.U.T. (Be-Au-Ty)» и корейский ремейк их 30-го японского сингла «Toki o Tomete», который был выпущен в 2010 году. Альбом занял третье место в Gaon Albums Chart и его продажи к концу месяца составили 19,979 копий.[9] 14 августа была выпущена DVD-версия тура.

## Сет-лист
Этот сет-лист был представлен на шоу в Сеуле 17-18 ноября 2012 года и в Гонконге 19 января 2013 года. Но на протяжении тура он варьировался.
- «Rising Sun (순수)»
- «Getaway»
- «Hey! (Don’t Bring Me Down)»
- «'O'-Jung.Ban.Hap.»
- «비누처럼 (Like a Soap)»
- «How Are You»
- «Journey»
- Max Changmin соло: «고백 (Confession)» (в Сеуле) and «聽海 (Listen to the Sea)» (в Гонконге)
- U-Know Yunho соло: «Honey Funny Bunny»
- «Wrong Number»
- «I Don’t Know» (корейская версия)
- «Humanoids»
- «Purple Line» (Korean version)
- «이것만은 알고가 (Before U Go)»
- «Destiny»
- Medley: «기억을 따라서 (Everlasting)» (корейская версия of «Toki o Tomete») / «I Never Let Go» / «약속했던 그때에 (Always There…)» / «지금처럼 (Like Right Now)»
- «I Wanna Hold You»
- «Here I Stand»
- «꿈 (Dream)»
- «Catch Me»
- «B.U.T (Be-Au-Ty)»
- «왜 (Keep Your Head Down)»
- «바보 (Unforgettable)»

Encore
- «주문 (Mirotic)»
- «Summer Dream»
- «Sky»
- «Hi Ya Ya»

«I’ll Be There»